# A-League 2020-2021
Il campionato di A-League 2020-2021 è stata la 16ª edizione della A-League, la massima serie del campionato australiano di calcio.
La stagione ha avuto un inizio ritardato, il 28 dicembre 2020, a causa della pandemia di COVID-19.

## Stagione

### Novità
Da questa stagione le squadre partecipanti aumentano a 12 per l'ingresso del Macarthur.

### Formato
Il campionato si compone di due fasi: la stagione regolare e la fase finale per l'assegnazione del titolo. Nel corso della stagione regolare le 12 squadre si affrontano due volte con una partita in casa e una in trasferta, più altre quattro partite, due in casa e due in trasferta, per un totale di 26 giornate. Al termine della stagione regolare le prime 6 classificate accedono alla fase finale e le prime tre classificate accedono alla AFC Champions League 2022: le prime due direttamente alla fase a gironi, mentre la terza classificata al secondo turno preliminare. Nella fase finale le prime due classificate nella stagione regolare accedono direttamente alle semifinali. Nel primo turno in partita unica la terza classificata nella stagione regolare affronta la sesta, mentre la quarta affronta la quinta. Nelle semifinali la prima classificata affronta la vincente del primo turno col peggior piazzamento nella stagione regolare, mentre la seconda affronta quella col miglior piazzamento. Anche semifinali e finale si giocano in gara unica. La vincitrice della finale vince il campionato.

## Squadre partecipanti
| Club               | Città            | Stadio                                          | Stagione precedente   |
| ------------------ | ---------------- | ----------------------------------------------- | --------------------- |
| Adelaide Utd       | Adelaide         | Hindmarsh Stadium                               | 7º posto in A-League  |
| Brisbane Roar      | Brisbane         | Lang Park                                       | 4º posto in A-League  |
| C.C. Mariners      | Gosford          | Central Coast Stadium                           | 11º posto in A-League |
| Macarthur          | Campbelltown     | Campbelltown Stadium                            |                       |
| Melbourne City     | Melbourne        | Melbourne Rectangular Stadium                   | 2º posto in A-League  |
| Melbourne Victory  | Melbourne        | Docklands Stadium Melbourne Rectangular Stadium | 10º posto in A-League |
| Newcastle Jets     | Newcastle        | International Sports Centre                     | 8º posto in A-League  |
| Perth Glory        | Perth            | Perth Oval                                      | 6º posto in A-League  |
| Sydney FC          | Sydney           | Leichhardt Oval                                 | Campione d'Australia  |
| Wellington Phoenix | Wellington (NZL) | Wollongong Showground                           | 3º posto in A-League  |
| Western Utd        | Melbourne        | Kardinia Park                                   | 9º posto in A-League  |
| Western Sydney     | Sydney           | Stadium Australia Sydney Showground Stadium     | 8º posto in A-League  |

## Stagione regolare

### Classifica
Aggiornata al 10 giugno 2021.
| Pos. | Squadra            | Pt | G  | V  | N | P  | GF | GS | DR  |
| ---- | ------------------ | -- | -- | -- | - | -- | -- | -- | --- |
| 1.   | Melbourne City     | 49 | 26 | 15 | 4 | 7  | 57 | 32 | +25 |
| 2.   | Sydney FC          | 47 | 26 | 13 | 8 | 5  | 39 | 23 | +16 |
| 3.   | C.C. Mariners      | 42 | 26 | 12 | 6 | 8  | 35 | 31 | +4  |
| 4.   | Brisbane Roar      | 40 | 26 | 11 | 7 | 8  | 36 | 28 | +8  |
| 5.   | Adelaide Utd       | 39 | 26 | 11 | 6 | 9  | 39 | 41 | -2  |
| 6.   | Macarthur          | 39 | 26 | 11 | 6 | 9  | 33 | 36 | -3  |
| 7.   | Wellington Phoenix | 38 | 26 | 10 | 8 | 8  | 44 | 34 | +10 |
| 8.   | Western Sydney     | 35 | 26 | 9  | 8 | 9  | 45 | 43 | +2  |
| 9.   | Perth Glory        | 34 | 26 | 9  | 7 | 10 | 44 | 44 | 0   |
| 10.  | Western Utd        | 28 | 26 | 8  | 4 | 14 | 30 | 47 | -17 |
| 11.  | Newcastle Jets     | 21 | 26 | 5  | 6 | 15 | 24 | 38 | -14 |
| 12.  | Melbourne Victory  | 19 | 26 | 5  | 4 | 17 | 31 | 60 | -29 |

Legenda:
      Ammessa alla AFC Champions League 2022 e alle semifinali dei play-off.
      Ammessa al primo turno dei play-off.
Note:
Tre punti a vittoria, uno a pareggio, zero a sconfitta.
La classifica viene stilata secondo i seguenti criteri:
- Punti conquistati
- Differenza reti generale
- Reti totali realizzate
- Punti conquistati negli scontri diretti
- Differenza reti negli scontri diretti
- Minor numero di cartellini rossi ricevuti
- Minor numero di cartellini gialli ricevuti
- Sorteggio

## Fase finale

### Tabellone
|  | Primo turno | Primo turno     | Primo turno |              |                | Semifinali     | Semifinali     | Semifinali |  |  | Finale | Finale | Finale |  |
|  |             |                 |             |              |                |                |                |            |  |  |        |        |        |  |
|  |             |                 |             |              |                | 1              | Melbourne City | 2          |  |  |        |        |        |  |
|  |             |                 |             |              |                | 1              | Melbourne City | 2          |  |  |        |        |        |  |
|  |             |                 |             | Macarthur    | 0              |                |                |            |  |  |        |        |        |  |
|  | 3           | C.C. Mariners   | 0           | Macarthur    | 0              |                |                |            |  |  |        |        |        |  |
|  | 3           | C.C. Mariners   | 0           |              |                |                |                |            |  |  |        |        |        |  |
|  | 6           | Macarthur (dts) | 2           |              |                |                |                |            |  |  |        |        |        |  |
|  | 6           | Macarthur (dts) | 2           |              | Melbourne City | Melbourne City | 3              |            |  |  |        |        |        |  |
|  |             |                 |             |              |                |                |                |            |  |  |        |        |        |  |
|  |             |                 | Sydney FC   | Sydney FC    | 1              |                |                |            |  |  |        |        |        |  |
|  |             |                 |             | Sydney FC    | 1              |                |                |            |  |  |        |        |        |  |
|  |             |                 |             |              |                |                |                |            |  |  |        |        |        |  |
|  |             |                 |             |              |                |                |                |            |  |  |        |        |        |  |
|  |             | 2               | Sydney FC   | 2            |                |                |                |            |  |  |        |        |        |  |
|  |             |                 |             | 2            |                |                |                |            |  |  |        |        |        |  |
|  |             |                 |             | Adelaide Utd | 1              |                |                |            |  |  |        |        |        |  |
|  | 4           | Brisbane Roar   | 1           | Adelaide Utd | 1              |                |                |            |  |  |        |        |        |  |
|  | 4           | Brisbane Roar   | 1           |              |                |                |                |            |  |  |        |        |        |  |
|  | 5           | Adelaide Utd    | 2           |              |                |                |                |            |  |  |        |        |        |  |

## Statistiche

### Classifica marcatori
| Pos. | Calciatore         | Squadra                | Goal |
| ---- | ------------------ | ---------------------- | ---- |
| 1    | Jamie Maclaren     | Melbourne City         | 25   |
| 2    | Matt Derbyshire    | Macarthur              | 14   |
| 3    | Bruno Fornaroli    | Perth Glory            | 13   |
| 4    | Bobô               | Sydney FC              | 11   |
| 5    | Matt Simon         | Central Coast Mariners | 10   |
| 6    | Riku Danzaki       | Brisbane Roar          | 9    |
| 6    | Kosta Barbarouses  | Sydney FC              | 9    |
| 8    | Dylan Wenzel-Halls | Brisbane Roar          | 7    |
| 8    | Besart Berisha     | Western United         | 7    |
| 8    | Ulises Dávila      | Wellington Phoenix     | 7    |
| 8    | Tomi Jurić         | Adelaide United        | 7    |
| 8    | Stefan Mauk        | Adelaide United        | 7    |
| 8    | Alou Kuol          | Central Coast Mariners | 7    |
| 8    | Ben Waine          | Wellington Phoenix     | 7    |